# 60008 Jarda
60008 Jarda è un asteroide della fascia principale. Scoperto nel 1999, presenta un'orbita caratterizzata da un semiasse maggiore pari a 3,0844988 UA e da un'eccentricità di 0,1335122, inclinata di 1,52393° rispetto all'eclittica.